# اليخوت في دورة الألعاب العربية 1997
دورة الألعاب العربية الثامنة حدثت وقائعها في العاصمة اللبنانية بيروت سنة 1997 وذلك للفترة من 12 يوليو ولغاية 27 يوليو. 

## النتائج الكاملة
| Event           | ذهبية                      | فضية                       | برونزية                    |
| --------------- | -------------------------- | -------------------------- | -------------------------- |
| فئة ميسترال     | عبد الناصر قوجيل (الجزائر) | كريم شمري (تونس)           | عز الدين بوعافية (الجزائر) |
| فئة ميسترال     | عبد الناصر قوجيل (الجزائر) | كريم شمري (تونس)           | مكرم داعوق (لبنان)         |
| فئة اللايزر     | خليفة التحمي (قطر)         | عمر ابو السعود (مصر)       | مدحت غزال (مصر)            |
| فئة الأوبتيميست | محمد علي سوكر (الجزائر)    | عبد العزيز الحربي (الكويت) | شادي البومي (مصر)          |